# خافيير دي بيدرو
خافيير دي بيدرو (بالإسبانية: Javi de Pedro) (مواليد 4 أغسطس 1973) هو لاعب كرة قدم. يلعب مع منتخب إسبانيا لكرة القدم. سبق له أن لعب في كأس العالم لكرة القدم مع منتخب بلاده.

## روابط خارجية
- خافيير دي بيدرو على موقع الاتحاد الدولي (مؤرشف)  (الإنجليزية)
- خافيير دي بيدرو على موقع قاعدة بيانات كرة القدم.إي يو (الإنجليزية)
- خافيير دي بيدرو على موقع ناشيونال فوتبول تيمز (الإنجليزية)
- خافيير دي بيدرو على موقع عالم كرة القدم.نت (الإنجليزية)
- خافيير دي بيدرو على موقع أوليمبيديا (الإنجليزية)